# Mili (Islas Marshall)
Mili es un atolón de 92 islas pertenecientes a las Islas Marshall en el océano Pacífico. Según la ONU integra las naciones de Micronesia
El área total abarca 16 km² y la laguna ocupa 763 km². la ciudad principal es Mili. En ella se encuentran múltiples vestigios de la Segunda Guerra Mundial y la ley prohíbe eliminar esos restos de la isla. La población, en 1999 ascendía a 1032 personas. Está ubicada en las coordenadas 06°08′00″N 171°55′00″E / 6.13333, 171.91667.